# KiteGen
KiteGen je italijanski koncept izkoriščanja višinskih vetrov s pomočjo kajtov za proizvodnjo električne energije.Veter na velikih višinah po navadi piha močneje in bolj konstantno, kar pomeni večjo moč in večji kapacitivnostni faktor.KiteGen je predlagali italijanski izumitelj Massimo Ippolito. 